# قوه لي
قوه لي (بالصينية: 郭磊) (من مواليد 26 أبريل 1982) هو لاعب جودو من الصين.
شارك في دورة الألعاب الآسيوية 2006 في الدوحة بقطر.

## روابط خارجية
- قوه لي على موقع JudoInside.com (الإنجليزية)
- قوه لي على موقع أوليمبيديا (الإنجليزية)
- قوه لي على موقع اللجنة الأولمبية الصينية (الإنجليزية)